# Leonardoxa africana
Leonardoxa africana là một loài thực vật có hoa trong họ Đậu. Loài này được (Baill.) Aubrev. miêu tả khoa học đầu tiên.